# 要員保護組
要員保護組（俗稱G4；英文：VIP Protection Unit，縮寫：VIPPU）於1974年成立，隸屬於香港警務處刑事及保安處保安部，為準軍事保鏢，主要責任為執行要員保護任務，根據《國際公約》及《香港法例》，確保訪問香港的「應受國際保護人物」的安全、自由及尊嚴受到保護。由要員在香港國際機場停機坪上踏出飛機艙的一刻起，要員保護組就需要作出保護，直至要員所乘坐的飛機航班離開香港領空為止。要員保護組為國際要員保護協會會員，各亞太區執法機構在檢測其保護證人的管理效能時，皆以要員保護組作為首選的標準機構。

## 俗稱
香港殖民地時期，要員保護組隸屬於政治部，而以部門英文字母排列，要員保護組處於G部門的第4組，俗稱因而得來。
現時大概有120人

## 職能
要員保護組策劃要員保護行動乃建基於風險評估，根據國際形勢及要員遇到襲擊的風險分為6級（從無危險至最高危），以制訂相應的保護措施，確保所保護的對象安全。保護措施包括近身保衛、住址安全、場地保安、車隊路線安全、保安檢查及醫療保障等，其中重要一環是在所保護的對象停留、到訪或者途經的地方設立核心保安區，以確保所保護的對象安全。核心保安區的範圍按照風險評估而釐訂，包括視乎施襲者可能使用的物品或者武器的安全距離等。
要員抵達前及到埗當日較早時間，要員保護組的先遣人員都會先前往要員預定行程內的地方、場地及所途經的路線視察，並且安排一切相關保安事宜。包括邀請警察搜查隊進行反恐及安全保障搜查、警犬隊偵測炸藥、爆炸品處理課排除爆炸品，並且在檢查後貼上保安封條及封鎖現場。在比較高級保安級別的任務上，要員保護組更聯同警隊護送組、機場特警組、反恐特勤隊及特別任務連等共同執行要員保護任務。此外，如果行政長官出訪，甚或屬於私人性質，要員保護組亦隨行保護。

### 要員
要員保護組所保護的對象大致上分為政治要員、官員和知名人士。政治要員包括時任及退休香港行政長官、香港政府高級官員和國家元首；官員包括部長級主要官員和皇室，知名人士的定義則比較廣泛及複雜。

## 組織
- 要員保護組由一名高級警司出任主管，由一名警司出任副主管，下設總督察和高級督察各3名。於需要時，要員保護組可以從有組織罪案及三合會調查科和毒品調查科借調曾經接受政要保護課程的人員參與行動。
  - 招募組
  - 行動組
  - 訓練組
  - 進階訓練組

### 歷任主管
- 呂師龍高級警司（現任）

## 歷史
香港是一座世界級城市，每年均有大量各國家的政治要員以至國家元首到訪，根據《國際公約》所定，東道主有責任保護上述人士的性命及尊嚴。於要員保護組成立前，每當有重要人物到訪香港，就會從警察訓練學校及警察機動部隊抽調及派遣警察力量，由香港警察總部統籌及協調相關的事務。
基於1972年德國慕尼黑慘案的前車之鑑，警務處於1974年成立要員保護組，成立初期，接受英國陸軍特種空勤團相關的保衛原則及技巧的訓練。隨著時間更逸，為了加強配合香港的特殊環境的需要，隊伍在發展成熟後，經過不斷地研究及改善，自行發展了一套獨有及特別的要員保護理論、技巧及訓練內容。
1993年，要員保護組人員於美國深造後，引進壓點控制。
1998年起，要員保護組人員均獲得基本創傷生命支援術的資格。
2002年9月21日，要員保護組史上首次透過《警訊》於電視頻道上被較為詳細地介紹。

## 遴選訓練

### 基本遴選
投考加入要員保護組的人員需要於該職級擁有至少3年年資，服務紀錄良好，毋須矯視工具執勤，對游泳有非一般程度的掌握；此外，男性投考人另外需要於現時職級曾經駐守於警察機動部隊。獲得所屬主管的推薦後，投考人會接受為期3日2夜的基本遴選（通常會於每年3月中後舉行），包括體能、游泳、搏擊及不同的測試等等。

### 品格審查
成功通過基本遴選的投考人，投考人（包括：入職要求為交代中學三年級以後之成績表品行項目，投考加入要員保護組為交代小學三年級以後之成績表品行項目等等）及其家人會被進行比較（入職）高級別的品格審查。

### 基本訓練課程
成功通過品格審查的投考人，會進入為期約10星期的政要保護課程或稱基本訓練課程（英文：Basic Training Course），內容以英國陸軍特種空勤團的戰術及模式為部門成立初期時的標準導向及訓練藍本，後來逐漸發展出獨有的香港模式；項目包括體能、武力控制技巧、壓點控制、搏擊、槍械使用（包括個人射擊、組合射擊、應變射擊、攻擊技巧、防守技巧、掩護要員安全射擊及練習在微弱光線下射擊等。）、戰術、防彈器材使用、防護性保安技巧（包括防衛性人群管理及陣式等）、防衛性駕駛、風險評估、急救、（由要員保護組和醫院管理局合辦的）基本創傷生命支援術（完成相關訓練後，人員的醫療技術和資格相等於1名擁有一級緊急醫療助理資格的香港消防處救護總區救護員）、（由香港消防處提供的）酒店及場地等相關消防訓練、處理核生化事故及聯絡事務溝通技巧等等。

### 試用時期
成功通過基本訓練課程的人員，會被編列作為試用人員，最後通過為期半年的試用時期才能夠成為正式一員。

## 培訓
人員往後需要接受進階訓練，包括語言（包括英語及普通話）、戰術及行動醫療課程等，以及與警察機動部隊、機場特警組、反恐特勤隊及特別任務連等聯合訓練，部份人員會被挑選保送至外國深造。

### 到院前創傷生命支援術
到院前創傷生命支援術（英文：Prehospital Trauma Life Support，縮寫：PHTLS）為由香港警務處與香港聖約翰救傷會合作舉辦的課程，內容由美國緊急醫療技術人員協會及美國外科醫學院擬備，為期兩日在香港聖約翰救傷會總部舉行，由具備資格及在到院前創傷生命支援術範疇服務中的在職醫生、護士和救護人員擔任導師，專門供予具備高級急救資格的警務人員修讀。課程旨在評估人員對處理嚴重受傷個案的知識（包括運動學中的創傷及生理學及病理學等）以及根據處境情況所採取的即時生命支援治療的技巧（包括驗傷、脊椎制動及氣道處理等）及水平。成功通過考核的人員將會獲得緊急醫療技術人員協會頒授到院前創傷生命救援技術證書。

### 警察輔助醫療急救課程
警察輔助醫療急救課程（英文：Police Paramedic Training Programme，縮寫：PPTP）於1995年起教授，是由香港警務處和醫院管理局合作舉辦的專業化急救及醫療訓練課程，用以專門訓練部分香港警務處部門的警務人員，人員接受訓練後會成為警察輔助醫療急救人員（英文：Police Paramedic Cadre，縮寫：PPC）；所獲得的資格，相等於一名擁有二級緊急輔助醫療資格的香港消防處救護隊目。課程由香港警務處顧問編排，為全球獨一無二的戰術及行動醫學的課程。為期10日的密集式訓練（包括到醫院實習）內容包括：氣道及呼吸的處理、中心靜脈導管、靜脈注射及輸液法、創傷處理、縫針技巧、高級心臟支援術、分流和災難應對、細菌、化學污染、輻射、核生化及恐怖襲擊處理等等。通過基本訓練後，人員將會被派往醫院急症室實習。為求掌握高水平的急救技巧，人員亦必須持續地複修有關的訓練課程。

### 警察導向戰術急救醫療課程
警察導向戰術急救醫療課程（英文：Police Oriented Tactical Emergency Medicine Course，縮寫：POTEM）於2006年11月起教授，由香港警察學院的3位醫療顧問設計，分別是醫院管理局新界東醫院聯網急症科統籌專員暨雅麗氏何妙齡那打素醫院急症科部門主管陳德勝醫生、新界西醫院聯網矯型及創傷學組聯網部門主管周育賢醫生和香港中文大學外科學系意外及急救醫學教學單位的郭浩祺教授，為專業化的戰術急救訓練]課程，分為3個層次──初級、基本以及高級訓練，用以專門分別培育訓練部分香港警務處部門的警務人員，人員接受訓練後會成為警察醫療員（英文：Police Medic），在戰術環境、突發事故或者災難現場發生時為到傷者提供緊急醫療服務，避免救援及緊急醫療隊伍可能因為環境、時間及能力的阻礙而無辦法第一時間深入現場照顧傷者，延誤救治。
要員保護組人員需要接受當中為期8日、針對特別行動單位的行動需要而設計的高級訓練課程，課程內容涵蓋初基訓練課程中的日常警察事務期間所遇到的受傷事故，包括急救醫療集體打鬥所引起的創傷、爆炸或從高處墮下受傷以及四肢骨折等等技巧；基本訓練課程的戰術急救醫學、運輸醫學，以及槍傷和生化事故導致受傷個案的處理；以及高級訓練課程獨有的在戶外各種不同的模擬行動中進行訓練。

## 裝備
下列為已經曝光、記錄過或公開過的裝備。

### 通訊器材
- 耳鼓傳導對講系統

### 醫療設備
- 急救包
  - 金屬保溫氈
- 長脊椎板
- 軀幹固定器
- 硬頸套
- 自動體外心臟去顫器
- 呼吸輔助器
- 醫療氧器
- 脈搏血氧定量計

### 防暴裝備
- 防毒面具
- 防彈衣
- 防彈文件夾
- 防生化衣

### 武器

#### 手槍
- SIG P230（經已退役以及撤裝）
- 格洛克17
- 格洛克19[15][16]

#### 冲锋枪
- HK MP5K
- HK MP5K-PDW
- HK MP5公事包型號

#### 霰彈槍
- 雷明登870

#### 其他
- 伸縮警棍
- 電擊棒
- 閃光彈
- 煙霧彈
- 震眩彈

### 警察車輛
要員保護組設有豪華警察防彈車提供予政治要員及隨隊人員所使用，所使用的警察車輛外觀和一般的豪華房車無異，然而功能及內部設計上完全不同，除了均為防彈及防爆外，亦設備多種武器及裝備，單一道車門重逾400磅，需要特別技巧才能夠開關。於2008年、2011年及2012年，要員保護組分別3次，每次更換了4輛特別裝甲車輛，分別兩部價值同為4,000,000港元、另外兩部價值同為4,500,000港元。
- 五十鈴Trooper四驅車，為要員保護組指揮車輛，具有防彈及防爆功能，給予隨隊人員作為指揮車輛用途，備有武器及裝備。
- 豐田陸地巡洋艦普拉多（Land Cruiser Prado）四驅車，為要員保護組指揮車輛，具有防彈及防爆功能，給予隨隊人員作為指揮車輛用途，備有武器及裝備。
- 三菱Pajero四驅車，為要員保護組車隊殿軍車輛，具有防彈及防爆功能，備有武器、裝備及醫療用品等等。
- 富豪汽車S70 T5
- 寶馬X5，具有防彈及防爆功能，給予隨隊人員使用，備有武器及裝備。
- 寶馬5系，至少4輛，最新一批於2011年引進，具有防彈及防爆功能，給予隨隊人員使用，備有武器及裝備。
  - 寶馬525
  - 寶馬545i
- 寶馬7系F03，於2012年引進，給予政治要員乘坐及給予隨隊人員使用，備有武器及裝備。總重量約3噸，備有武器，符合BRV 2009（VR7)防彈級別，具有防彈及防爆功能外，可以抵擋爆炸品爆炸，車頂亦可以承受手榴彈爆炸；防彈擋風玻璃可以自由拆卸，為緊急求生的用途；即使全部防彈車胎爆裂，仍然可以以時速80公里的速度行駛約50公里的路程。車系設有遠程開啟引擎裝置，人員可以於137米以外遙控距離啟動引擎，以測試車輛是否被安裝了爆炸品；車底設有自動滅火功能；如果遇到毒氣、生化襲擊，位於車廂內的3個感應器會根據空氣成份變化發出警號，一旦檢驗到空氣中的污染物濃度達到一定程度，車窗及車廂內的所有送風口將會自動關閉，空氣調節系統將會變為氧氣提供系統[19][20]。
  - 寶馬735i
  - 寶馬735Li

## 已知行動紀錄
以下為不完全紀錄：

## 著名組員
- 馬德鐘，香港演員
- 洪立明，綽號「長七」。前要員保護組組員，亦曾於港英政府政治部工作，於政治部解散前退役。退役後移民英國。及後被邀請重新出山，協助貼身護衞香港首富李嘉誠之次子李澤楷。

## 軼事
要員保護組出動時，均在佩槍槍管上貼上反光貼紙，及在制服上扣上徽章，以茲識別。

## 以要員保護組為題材的作品

### 電影
- 《G4特工》（1997年）
- 《寒戰II》（2016年）
- 《G風暴》（2021年）

## 相關參見
- 保護證人組
- 警隊護送組
- 特別任務連
- 機場特警組
- 反恐特勤隊
- 警察搜查隊
- 警犬隊
- 保護重要人物及設施組